# Matthew Benning
Matthew Benning (né le 25 mai 1994 à Saint Albert dans la province d'Alberta au Canada) est un joueur professionnel canadien de hockey sur glace. Il évolue au poste de défenseur.

## Biographie
Après avoir évolué durant deux saisons avec les Saints de Spruce Grove de la Ligue de hockey junior de l'Alberta, il est repêché par les Bruins de Boston au 175e rang lors du sixième tour du repêchage d'entrée dans la LNH 2012. Il rejoint par la suite les Fighting Saints de Dubuque qui évoluent en USHL puis en 2013, il part étudier à l'université du Nord-Est et joue pour l'équipe des Huskies. 
En août 2016, après ne pas avoir signé de contrat avec les Bruins, il signe son premier contrat professionnel avec les Oilers d'Edmonton pour deux ans. Après avoir commencé la saison 2016-2017 dans la Ligue américaine de hockey avec le club-école des Oilers, les Condors de Bakersfield, il joue son premier match dans la Ligue nationale de hockey contre les Maple Leafs de Toronto.

## Vie personnelle
Il est le fils de Brian Benning, ancien joueur de la LNH, et le neveu de Jim Benning, qui était également un joueur de la LNH et qui est présentement le directeur général des Canucks de Vancouver.

## Statistiques
| Saison     | Équipe                     | Ligue      |     | Saison régulière | Saison régulière | Saison régulière | Saison régulière | Saison régulière |   | Séries éliminatoires | Séries éliminatoires | Séries éliminatoires | Séries éliminatoires | Séries éliminatoires |
| Saison     | Équipe                     | Ligue      | PJ  | B                | A                | Pts              | Pun              | PJ               | B | A                    | Pts                  | Pun                  |                      |                      |
| 2010-2011  | Saints de Spruce Grove     | AJHL       | 43  | 0                | 7                | 7                | 65               | 13               | 0 | 1                    | 1                    | 20                   |                      |                      |
| 2011-2012  | Saints de Spruce Grove     | AJHL       | 44  | 4                | 14               | 18               | 87               | 11               | 2 | 1                    | 3                    | 16                   |                      |                      |
| 2012-2013  | Fighting Saints de Dubuque | USHL       | 57  | 10               | 16               | 26               | 73               | 11               | 1 | 1                    | 2                    | 6                    |                      |                      |
| 2013-2014  | Huskies de Northeastern    | H. East    | 33  | 3                | 10               | 13               | 28               | -                | - | -                    | -                    | -                    |                      |                      |
| 2014-2015  | Huskies de Northeastern    | H. East    | 36  | 0                | 24               | 24               | 36               | -                | - | -                    | -                    | -                    |                      |                      |
| 2015-2016  | Huskies de Northeastern    | H. East    | 41  | 6                | 13               | 19               | 37               | -                | - | -                    | -                    | -                    |                      |                      |
| 2016-2017  | Condors de Bakersfield     | LAH        | 2   | 1                | 1                | 2                | 0                | -                | - | -                    | -                    | -                    |                      |                      |
| 2016-2017  | Oilers d'Edmonton          | LNH        | 62  | 3                | 12               | 15               | 29               | 12               | 0 | 3                    | 3                    | 12                   |                      |                      |
| 2017-2018  | Oilers d'Edmonton          | LNH        | 73  | 6                | 15               | 21               | 49               | -                | - | -                    | -                    | -                    |                      |                      |
| 2018-2019  | Oilers d'Edmonton          | LNH        | 70  | 5                | 12               | 17               | 33               | -                | - | -                    | -                    | -                    |                      |                      |
| 2019-2020  | Condors de Bakersfield     | LAH        | 3   | 0                | 1                | 1                | 2                | -                | - | -                    | -                    | -                    |                      |                      |
| 2019-2020  | Oilers d'Edmonton          | LNH        | 43  | 1                | 7                | 8                | 15               | 4                | 0 | 1                    | 1                    | 6                    |                      |                      |
| 2020-2021  | Predators de Nashville     | LNH        | 53  | 1                | 3                | 4                | 30               | 5                | 0 | 0                    | 0                    | 6                    |                      |                      |
| 2021-2022  | Predators de Nashville     | LNH        | 65  | 0                | 11               | 11               | 39               | 3                | 0 | 1                    | 1                    | 0                    |                      |                      |
| 2022-2023  | Sharks de San José         | LNH        | 77  | 1                | 23               | 24               | 26               | -                | - | -                    | -                    | -                    |                      |                      |
| Totaux LNH | Totaux LNH                 | Totaux LNH | 443 | 17               | 83               | 100              | 221              | 24               | 0 | 5                    | 5                    | 24                   |                      |                      |